# Đầu C

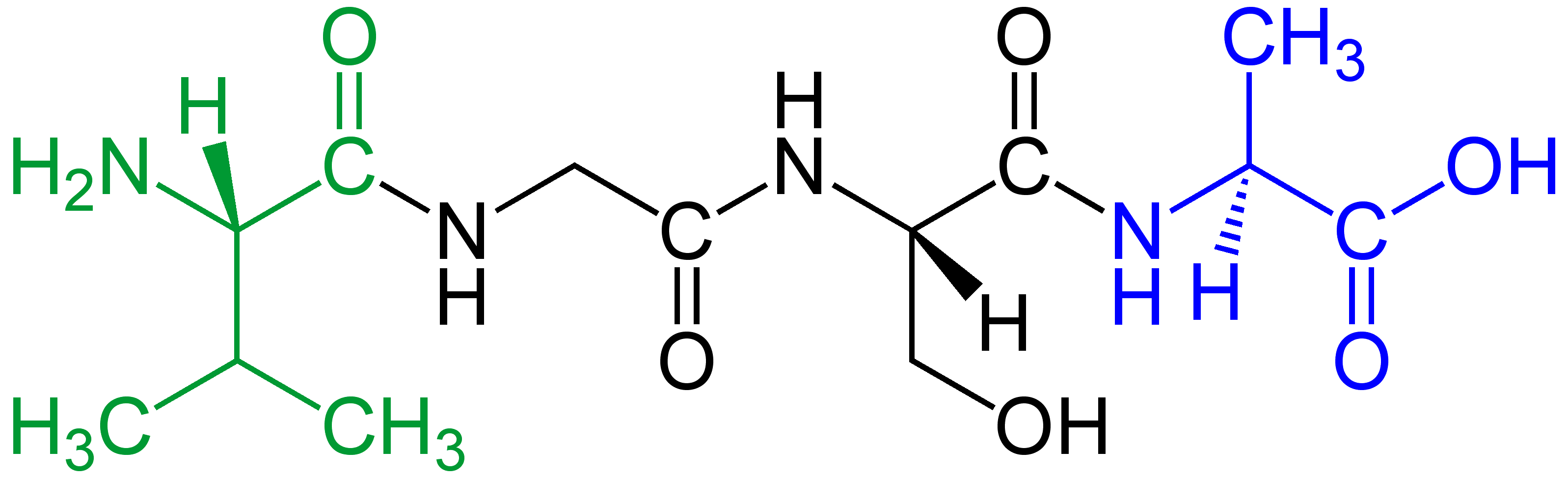
Tetrapeptide Val-Gly-Ser-Ala: * đầu amino (đầu N) đánh dấu màu xanh lá cây (L-valin) * đầu carboxyl (đầu C) đánh dấu màu xanh dương (L-alanin)

Đầu C, còn được gọi là đầu carboxy, đầu COOH, hoặc đầu carboxyl, là một trong hai đầu của protein hoặc peptide. Đầu C chứa nhóm chức carboxyl (-COOH) có trên đơn phân amino acid cuối cùng của chuỗi.
Quy ước viết cho trình tự peptit và protein là từ đầu N đến đầu C. Quy ước này phù hợp với chiều hướng sinh tổng hợp protein của ribosome, bắt đầu ở đầu N và kết thúc ở đầu C.